# تحليل الخطاب بالنقد
تحليل الخطاب بالنقد هو أحد المنهجيات المتقدمة في دراسة الخطاب والتي تتعامل مع اللغة كأحد أشكال الممارسات الاجتماعية وتدرس كيف يساهم النص والكلام على خلق السلطة الاجتماعية والسياسية.
وقد أصبح التحليل النقدي للخطاب من المناهج المتبعة للتحليل في العلوم الاجتماعية والإنسانية منذ أن كتب نورمان فيركلاف كتابه اللغة والسلطة عام 1989م.
ولا تعد هذه المنهجية متجانسة ولا موحدة ولا تحصر نفسها في طريقة أو أسلوب معين، ولكن الافتراض التي يتشارك به جميع المهتمين بالتحليل النقدي للخطاب هو أن اللغة والسلطة مرتبطان مع بعضهما ارتباطاً كلياً.

## تطور تحليل الخطاب بالنقد
يعد نورمان فيركلاف أول من طور دراسة التحليل النقدي للخطاب، وهي منهجية تعتمد على كثير من المباحث في العلوم الاجتماعية والإنسانية مثل اللغويات النقدية، كما ترتبط بدراسة العديد من النظريات الاجتماعية- كأفكار كارل ماركس وأنتونيو غرامشي ولويس التيسار وميشيل فوكو وغيرهم من المنظرين الاجتماعيين، وذلك لدراسة الأيديولوجيات والروابط السلطوية التي يشتمل عليها الخطاب. ويأتي ارتباط اللغة مع الحالة الاجتماعية من كونها الإطار الوحيد للتعبير الأيديولوجي، ومن كونها ميداناً للصراع على السلطة وعاملاً مهماً فيها.
وهنالك من الباحثين في التحليل النقدي للخطاب الذين اعتمدوا على الجوانب السيكولوجية في الخطاب، حيث يكون يتم تحديد الجانب النفسي-الاجتماعي بين بنية المجتمع والخطاب. كما أن هنالك دور كبير للجانب التاريخي في الدراسات المعنية بالتحليل النقدي للخطاب.

## منهجية
لهذا التحليل حسب فيركلاف منهجية بحيث يكون له ثلاثة مستويات: كبير هو النصي واللغوي ومتوسط هو الخطابي وصغير هو العلاقة بالنصوص والخطابات الأخرى. وكل مستوى يوافق بعدا من ثلاثة: الأول بعد النص والثاني بعد الممارسة الخطابية والثالث بعد الحدث الخطابي. على المستوى الأول تحلل أساليب النحو والمجاز والبلاغة، والثاني عوامل إنتاج النص وتوزيعه واستهلاكه، والثالث التيارات المؤثرة في النص.

## وصلات خارجية
- موقع مختص بقضايا تحليل الخطاب
- البحث في مجال التحليل النقدي للخطاب
- صفحة نورمان فيركلاف
- المناهج النقدية في تحليل الخطاب في الحقول المختلفة

الدوريات المختصة بالتحليل النقدي للخطاب
- الخطاب والمجتمع
- مجلة اللغة والسياسة